# Kommunalwahlrecht (Deutschland)
Kommunalwahlrecht ist ein Überbegriff für verschiedene gesetzliche Regelungen des Kommunalrechtes für die Kommunalwahlen in den Gemeinden und Gemeindeverbänden. Kommunalwahlgesetze, kommunale Wahlordnungen und weitere ergänzende Vorschriften von erheblichem inhaltlichem Unterschied entsprechend der jeweiligen Gemeindeordnung in den Ländern regeln in Deutschland das Wahlrecht der Bürger zu den Organen der Gemeinden und Gemeindeverbände.

## Allgemeines

### Wahl
Kommunalvertretungen werden wie Parlamente nach den Grundsätzen der allgemeinen, freien, geheimen, gleichen und unmittelbaren Wahl gewählt.
Das Kommunalwahlrecht ist die Grundlage der kommunalen Selbstverwaltung, die durch Art. 28, Abs. 2, Sätze 1 und 2 des Grundgesetzes garantiert wird: „Den Gemeinden muß das Recht gewährleistet sein, alle Angelegenheiten der örtlichen Gemeinschaft im Rahmen der Gesetze in eigener Verantwortung zu regeln. Auch die Gemeindeverbände haben im Rahmen ihres gesetzlichen Aufgabenbereiches nach Maßgabe der Gesetze das Recht der Selbstverwaltung.“

### Kandidatenaufstellung
Die sich um die Sitze in einer Kommunalvertretung bewerbenden Personen sind in geheimer Abstimmung für die Kandidatenlisten der Parteien/Wählergruppen zu wählen.

## Landesgesetze
Die Wahl der Kommunalvertretungen wird durch Landesgesetze geregelt.
| Bundesland             | Kommunalwahlrecht                          | Kommunalwahlgesetz                                          |
| ---------------------- | ------------------------------------------ | ----------------------------------------------------------- |
| Baden-Württemberg      | Kommunalwahlrecht (Baden-Württemberg)      | Kommunalwahlgesetz (Baden-Württemberg)                      |
| Bayern                 | Kommunalwahlrecht (Bayern)                 | Gemeinde- und Landkreiswahlgesetz (Bayern)                  |
| Berlin                 | Kommunalwahlrecht (Berlin)                 | Landeswahlgesetz (Berlin)                                   |
| Brandenburg            | Kommunalwahlrecht (Brandenburg)            | Brandenburgisches Kommunalwahlgesetz                        |
| Bremen                 | Kommunalwahlrecht (Bremen)                 | Bremisches Wahlgesetz                                       |
| Hamburg                | Wahlrecht (Hamburg)                        | Bürgerschaftswahlgesetz                                     |
| Hessen                 | Kommunalwahlrecht (Hessen)                 | Hessisches Kommunalwahlgesetz                               |
| Mecklenburg-Vorpommern | Kommunalwahlrecht (Mecklenburg-Vorpommern) | Kommunalwahlgesetz für das Land Mecklenburg-Vorpommern      |
| Niedersachsen          | Kommunalwahlrecht (Niedersachsen)          | Niedersächsisches Gemeinde- und Kreiswahlgesetz             |
| Nordrhein-Westfalen    | Kommunalwahlrecht (Nordrhein-Westfalen)    | Gesetz über die Kommunalwahlen im Lande Nordrhein-Westfalen |
| Rheinland-Pfalz        | Kommunalwahlrecht (Rheinland-Pfalz)        | Kommunalwahlgesetz (Rheinland-Pfalz)                        |
| Saarland               | Kommunalwahlrecht (Saarland)               | Kommunalwahlgesetz (Saarland)                               |
| Sachsen                | Kommunalwahlrecht (Sachsen)                | Kommunalwahlgesetz (Sachsen)                                |
| Sachsen-Anhalt         | Kommunalwahlrecht (Sachsen-Anhalt)         | Kommunalwahlgesetz (Sachsen-Anhalt)                         |
| Schleswig-Holstein     | Kommunalwahlrecht (Schleswig-Holstein)     | Gemeinde- und Kreiswahlgesetz (Schleswig-Holstein)          |
| Thüringen              | Kommunalwahlrecht (Thüringen)              | Thüringer Kommunalwahlgesetz                                |

## Übersicht über Wahlrechtsregelungen der 16 Bundesländer

### Wesentliche Punkte
Außer bei den Wahlen zu den Bezirksverordnetenversammlungen Berlins, den Bezirksversammlungen der Hansestadt Hamburg und der Stadtbürgerschaft der Hansestadt Bremen gibt es keine Sperrklauseln mehr. Mehrere Kommunalwahlordnungen erlauben das Kumulieren und Panaschieren. Die Wahlperioden reichen von vier bis zu sechs Jahren.
Das aktive Wahlrecht wird in der Mehrheit der Länder schon ab 16 Jahren gewährt. Auch Ausländer mit der Staatsbürgerschaft eines EU-Staates sind wahlberechtigt, siehe Ausländerstimm- und -wahlrecht.

### Wählergruppen
Wählergruppen, die nicht Parteien sind, können an den Kommunalwahlen teilnehmen („Rathausparteien“). Parteien und Wählergruppen, die weder in der betreffenden Vertretungskörperschaft noch im Bundestag oder einem Landtag vertreten sind, müssen in der Regel Unterstützungsunterschriften vorweisen, um zur Wahl zugelassen zu werden.

### Gesamtübersicht
| Bundesland             | Wahlperiode | Wahlalter aktiv/passiv | Wahlsystem                                                                           | Listenform  | Stimmenzahl                             | Sperrklausel  | Sitzzuteilungsverfahren |
| ---------------------- | ----------- | ---------------------- | ------------------------------------------------------------------------------------ | ----------- | --------------------------------------- | ------------- | ----------------------- |
| Baden-Württemberg      | 5 Jahre     | 16/18                  | Verhältniswahl m. offenen Listen                                                     | offen       | = Zahl der zu vergebenden Sitze         | nein          | Sainte-Laguë            |
| Bayern                 | 6 Jahre     | 18/18                  | Verhältniswahl m. offenen Listen                                                     | offen       | = Zahl der zu vergebenden Sitze         | nein          | Sainte-Laguë            |
| Berlin                 | 5 Jahre     | 16/18                  | Verhältniswahl                                                                       | geschlossen | 1                                       | 3 %           | D’Hondt                 |
| Brandenburg            | 5 Jahre     | 16/18                  | Verhältniswahl m. offenen Listen                                                     | offen       | 3                                       | nein          | Hare/Niemeyer           |
| Bremen                 | 4 Jahre     | 16/18                  | Verhältniswahl m. offenen Listen                                                     | offen       | 5                                       | teilweise 5 % | Sainte-Laguë            |
| Hamburg                | 5 Jahre     | 16/18                  | Verhältniswahl m. offenen Wahlkreislisten (Mehrmandatswahlkreise) und offenen Listen | offen       | 10                                      | 3 %           | Sainte-Laguë            |
| Hessen                 | 5 Jahre     | 18/18                  | Verhältniswahl m. offenen Listen                                                     | offen       | = Zahl der zu vergebenden Sitze         | nein          | Hare/Niemeyer           |
| Mecklenburg-Vorpommern | 5 Jahre     | 16/18                  | Verhältniswahl m. offenen Listen                                                     | offen       | 3                                       | nein          | Hare/Niemeyer           |
| Niedersachsen          | 5 Jahre     | 16/18                  | Verhältniswahl m. offenen Listen                                                     | offen       | 3                                       | nein          | Hare/Niemeyer           |
| Nordrhein-Westfalen    | 5 Jahre     | 16/18                  | Personalisierte Verhältniswahl                                                       | geschlossen | 1                                       | nein          | Sainte-Laguë            |
| Rheinland-Pfalz        | 5 Jahre     | 18/18                  | Verhältniswahl m. offenen Listen                                                     | offen       | = Zahl der zu vergebenden Sitze         | nein          | Sainte-Laguë            |
| Saarland               | 5 Jahre     | 18/18                  | Verhältniswahl                                                                       | geschlossen | 1                                       | nein          | D’Hondt                 |
| Sachsen                | 5 Jahre     | 18/18                  | Verhältniswahl m. offenen Listen                                                     | offen       | 3                                       | nein          | D’Hondt                 |
| Sachsen-Anhalt         | 5 Jahre     | 16/18                  | Verhältniswahl m. offenen Listen                                                     | offen       | 3                                       | nein          | Hare/Niemeyer           |
| Schleswig-Holstein     | 5 Jahre     | 16/18                  | Personalisierte Verhältniswahl                                                       | geschlossen | = Zahl der zu vergebenden Direktmandate | nein          | Sainte-Laguë            |
| Thüringen              | 5 Jahre     | 16/18                  | Verhältniswahl m. offenen Listen                                                     | offen       | 3                                       | nein          | Hare/Niemeyer           |

1. ↑  seit 2013, vorher D’Hondt
2. ↑  2014 Hare/Niemeyer, vorher D’Hondt
3. 1 2 3 4 5 6  Das Hare/Niemeyer-Verfahren wird immer mit Mehrheitsklausel verwendet.
4. ↑  Sperrklausel gilt nur für Stadtbürgerschaft Bremen. Für Beiräte und die Bremerhavener Stadtverordnetenversammlung gibt es keine Sperrklausel.
5. ↑  Sperrklausel nach Urteil des LVerfGs gestrichen
6. ↑  : Am 10. Juni 2016 wurde eine Sperrklausel von 2,5 % eingeführt, nachdem am 6. Juli 1999 das Landesverfassungsgericht die Sperrklausel von bisher 5 % für verfassungswidrig erklärt hatte. Zwischenzeitlich galt keine Sperrklausel. Am 21. November 2017 urteilte das Landesverfassungsgericht zum wiederholten Mal, dass eine Sperrklausel verfassungswidrig ist.
7. ↑  seit 2014, vorher Hare/Niemeyer
8. ↑  bei Wahlen zu den Kreistagen und Kommunen über 10.000 Einwohnern: 1 Stimme; in kleineren Gemeinden 2 bis 7 Stimmen
9. ↑  Sperrklausel nach Urteil des BVerfGs gestrichen
10. ↑  Sperrklausel nach Urteil des Thüringer VerfGHs gestrichen